# Robert Kagan
Robert Kagan (* 26. září 1958, Athény) je americký historik a odborník na mezinárodní vztahy. Narodil se v Řecku, v litevsko-židovské rodině. Jeho manželkou je diplomatka a politička Victoria Nuland. 

## Veřejné působení
Robert Kagan proslul jako spoluzakladatel – v součinnosti s Williamem Kristolem – a ředitel neokonzervativního institutu ("think tanku") Projekt pro nové americké století (Project for New American Century, PNAC), který měl velký vliv na americkou politiku zejména v éře George W. Bushe. V současnosti tento institut již nepůsobí. V době své činnosti pro PNAC byl Kagan významným zastáncem vojenské intervence Spojených států v Sýrii, Íránu a Afghánistánu a také snahy o  „odstranění Saddáma Husajna a jeho režimu od moci“.
Kagan byl poradcem republikánského prezidentského kandidáta Johna McCaina. K jeho poslední knize The World America Made se přihlásil i demokratický prezident Barack Obama. V současnosti pracuje Kagan v Brookings Institution. 
Publikuje ve Washington Post, The New Republic, Weekly Standard, New York Times, Foreign Affairs, Wall Street Journal či Policy Review. Je považován za jednoho z nejvlivnějších intelektuálů v USA. Časopis Foreign Policy ho roku 2012 vyhlásil 50. nejvlivnějším intelektuálem světa.